# Zisterzienserinnenabtei Valldaura

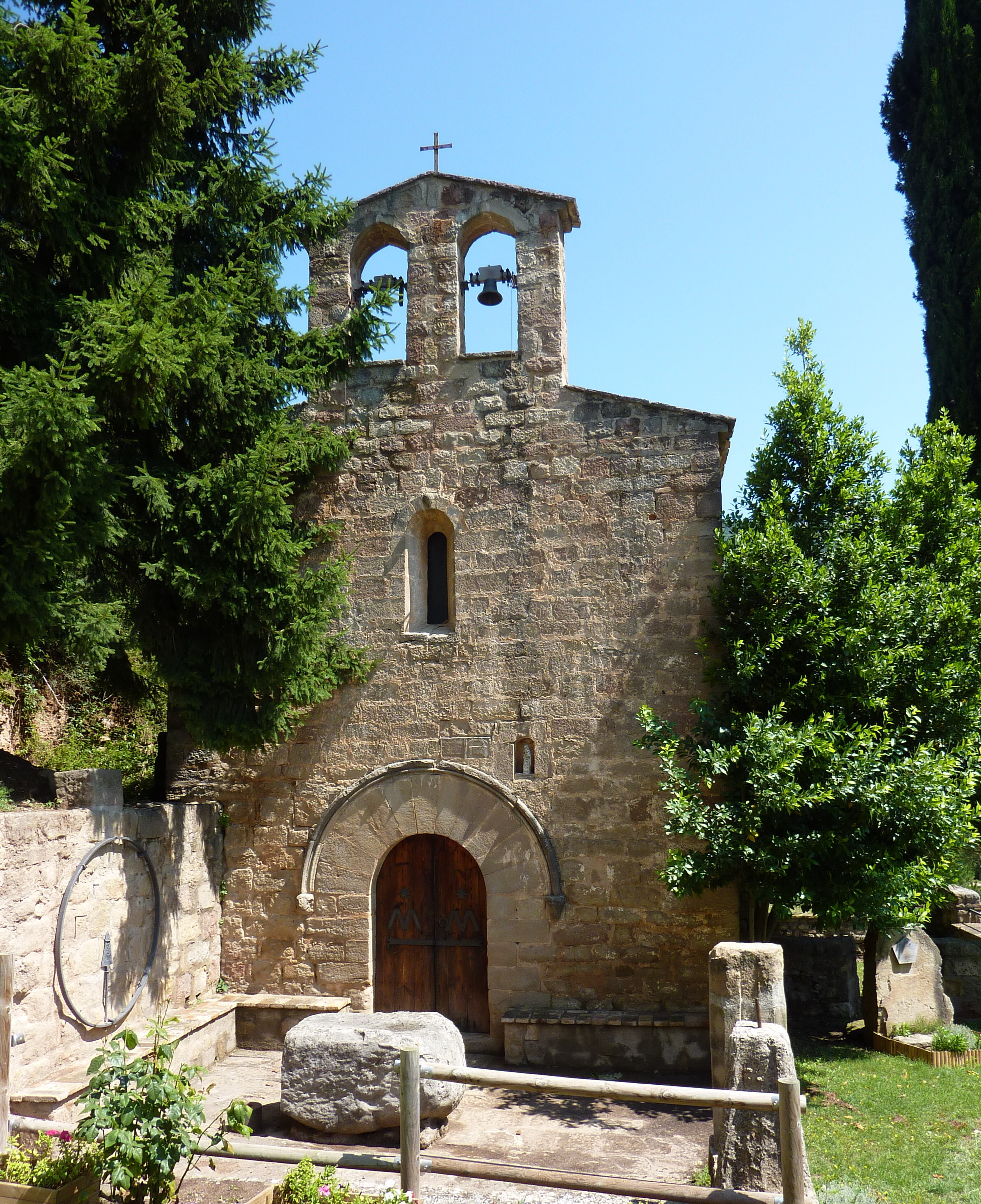
Kirche Santa Maria de Valldaura

Die Zisterzienserinnenabtei Valldaura war von 1241 bis 1461 ein Kloster der Zisterzienserinnen zuerst in Olvan, Comarca Berguedà, ab 1399 in Manresa, in Katalonien. Das Kloster ist nicht zu verwechseln mit dem Zisterzienserkloster Santa Maria de Valldaura (im heutigen Cerdanyola del Vallès), das von 1150 bis 1169 bestand und im Kloster Santes Creus aufging.

## Geschichte

### Valldaura in Olvan und Manresa
Das örtliche Adelshaus De la Portella stiftete 1231 in Olvan das Nonnenkloster Santa Maria de Valldaura (von lateinisch vallis aurea „goldenes Tal“), das mit Nonnen aus dem Kloster La Bovera besiedelt und 1241 offiziell anerkannt wurde. Da das Kloster in Armut verfiel, gab es ab 1325 Bestrebungen zu einer Neugründung in Berga, die 1335 mit Hilfe des Königs erfolgreich waren. 1338 zog ein Teil der Nonnen von Valldaura in das Kloster Neu-Valldaura oder Santa Maria de Montbenet (auch: Santa Maria dels Palomers). Die in Valldaura verbliebenen Nonnen konnten sich bis 1399 halten und wechselten dann nach Manresa, wo der Konvent bis 1461 Bestand hatte, dann aber durch ein Zisterzienserpriorat des Klosters Poblet abgelöst wurde, das seinerseits 1465 nach Sant Pau Ermitá (in Manresa) wechselte, wo es bis 1699 bestand. In Olvan steht noch die Klosterkapelle am Ende einer Straße, die Peugniez „magnifique“ nennt. In Manresa erinnert die Plaça de Valldaura an das einstige Kloster.

### Montbenet in Berga
In Berga bestand das Kloster Santa Maria de Montbenet („Benediktsberg“) unter Schwierigkeiten von 1338 bis 1568. Dann wurde der Konvent durch das Zisterzienserpriorat Sant Joan de Berga des Klosters Poblet abgelöst, das, wie das Priorat von Manresa, 1699 zur Auflösung kam. Überreste sind im Umkreis der Plaça de Sant Joan vorhanden.